# Taku Ishihara
Taku Ishihara (石原 卓 Ishihara Taku?, nacido el 3 de octubre de 1988 en Aichi) es un exfutbolista japonés. Jugaba de centrocampista y su último club fue el Neustrelitz de Japón.

## Trayectoria

### Clubes
| Club                | País       | Año         |
| ------------------- | ---------- | ----------- |
| Yokohama F. Marinos | Japón      | 2007 - 2008 |
| Tokushima Vortis    | Japón      | 2008        |
| Mladost Podgorica   | Montenegro | 2013        |
| Erzgebirge Aue      | Alemania   | 2013        |
| Saarbrücken         | Alemania   | 2014        |
| Neustrelitz         | Alemania   | 2014 - 2015 |